# André Michael Lwoff
André Michael Lwoff (Ainay-le-Château, 8 mei 1902 – Parijs, 30 september 1994) was een Frans microbioloog en Nobelprijswinnaar. In 1965 won hij samen met François Jacob en Jacques Monod de Nobelprijs voor Fysiologie of Geneeskunde voor ontdekken van mRNA, ribosomen en de genen die de expressie van andere genen reguleren.

## Biografie

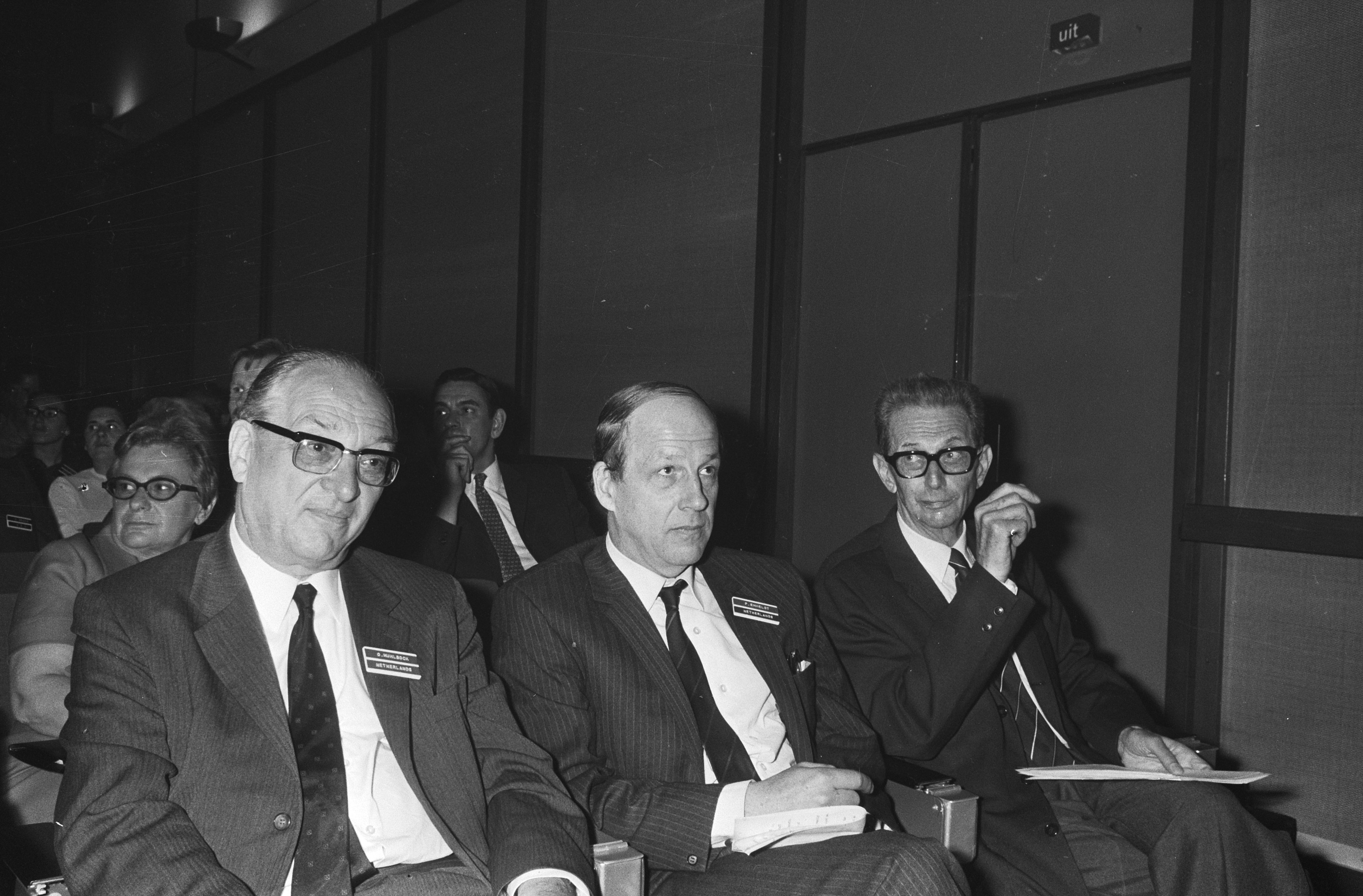
André Lwoff (rechts) in Nederland (1971)

Lwoff was de zoon van Russische immigranten die eind negentiende eeuw naar Frankrijk waren gekomen. Zijn vader, Solomon Lwoff, was geneesheer-directeur in een psychiatrisch ziekenhuis, eerst in Ainay-le-Château en later in Neuilly-sur-Marne bij Parijs. Zijn moeder, Maria Siminovitsj, was beeldhouwster. De kunstzinnig aangelegde André werd sterk beïnvloed door het werk van zijn vader die zijn zoon regelmatig meenam op zijn dagelijkse rondes en door Ilja Metsjnikov. Het was Metsjnikov, net als zijn ouders een Russisch immigrant, die de dertienjarige Lwoff meenam naar het Pasteur Instituut om zijn eerste microben te laten zien.
Op advies van zijn vader ging Lwoff medicijnen studeren aan de Universiteit van Parijs (Sorbonne). Na het behalen van zijn bachelor ging hij op negentiende werken bij het Pasteur Instituut in Parijs als assistent van Édouard Chatton en Félix Mesnil. Samen met Mensil, die nog secretaris van Pasteur was geweest, deed hij onderzoek naar trilhaardiertjes en op de mariene stations in Roscoff en Banyuls werkte hij samen met Chatton.
Hij promoveerde in 1932, waarna hij met behulp van een bijdrage van de Rockefeller Foundation naar het Kaiser Wilhelm Institute in Heidelberg vertrok. Hier deed hij onderzoek naar de ontwikkeling van flagellata. In 1937 ging hij, weer met behulp van Rockefeller, naar de Universiteit van Cambridge. In 1938 werd hij aangesteld als afdelingshoofd aan het Pasteur Instituut, alwaar hij belangrijk onderzoek deed naar bacteriofagen en het poliovirus.
Gedurende de Tweede Wereldoorlog was Lwoff actief in het ondergrondse verzet waar hij onder andere informatie verzamelde voor de geallieerden en Amerikaanse piloten die boven Frankrijk waren neergehaald, hielp met ontsnappen naar onbezet Frankrijk. Na de oorlog werd Lwoff hiervoor onderscheiden met de Medaille de la Resistance en werd hij benoemd tot Commandeur in het Franse Legioen van Eer.
In 1950 ontdekte hij hoe profagen te 'induceren' zijn, wat het onderzoek naar lysogenie vergemakkelijkte en ertoe leidde tot de aanstelling van Jacob als diens assistent.

## Erkenning
Lwoff won voor zijn werk meerdere prijzen, waaronder enkele van de Franse Académie des Sciences, de Gran Prix Charles-Leopold Mayer, de Leeuwenhoekmedaille van de Koninklijke Nederlandse Akademie van Wetenschappen, en de Keilin Medaille van de British Biochemical Society.